# Середня школа імені сера Вінстона Черчилля (Ванкувер)
Середня школа імені сера Вінстона Черчилля — державна середня школа у Ванкувері, Британська Колумбія. Черчілльська середня школа є однією з трьох шкіл міжнародного бакалавріату (поряд із середньою школою Britannia та King George Secondary School )  і однією з трьох середніх шкіл французького занурення у Ванкувері. Заклад названий на честь колишнього прем'єр-міністра Великої Британії Вінстона Черчилля.  Черчилль має найбільшу кількість студентів в окрузі 39, де в кампусі навчається близько 2000 студентів.
Школа Черчилля обслуговує навколишні початкові школи, розташованих на території водозбірного басейну. Серед них початкова школа імені сера Вілфріда Лоріє, початкова школа імені доктора Енні Б. Джеймісона, початкова школа імені сера Вільяма Ослера, початкова школа імені Дж. У. Сексміта та початкова школа імені Девіда Ллойда Джорджа. Хоча L'École Bilingue, Початкова школа імені Керрісдейл, L'École Quilchena та Початкова школа імені сера Джеймса Дугласа перебуває за межами зони обслуговування школи Черчилля, вони беруть участь у її програмі французького занурення.

## Спеціальні програми

### Програма IB
Черчілльська середня школа пропонує програму міжнародного бакалавріату, яка приваблює багатьох учнів з шкільного округу, щоб подати заявку. Школа також пропонує сертифікаційну програму IB, яка дозволяє учням, що навчаються за звичайною програмою провінції Британської Колумбії, взяти участь у курсах IB. Ця можливість відкрита лише тоді, коли в конкретному класі є вільні місця. Курси IB включають англійську, французьку, японську, китайську (скасовано з 2021-2022 навчального року), фізику, хімію, біологію, географію, історію, мистецтво, психологію, кінознавство, театр, математику та теорію пізнання. Студенти французького занурення, які вступають на програму IB, можуть обрати більш поглиблений курс французької мови (який називається French A, на відміну від French B для студентів, які не є учасниками французького занурення), що дозволяє їм отримати диплом французького кизилу BC та двомовний диплом IB одночасно, на додаток до стандартного диплома BC кизилу та диплома IB.
Щороку проводяться інформаційні сесії для вступу на програму, яка вимагає письмової заяви, попередньої академічної успішності, стандартизованого тестування (PSAT) та співбесіди для студентів, які на даний момент не відвідують середню школу Черчілля.
В рамках проєкту Global Families, де студенти IB обирають країну, що розвивається, для навчання інших, студенти проводять Всесвітній день обізнаності, в рамках якого вони встановлюють стенди в центрі Ванкувера, щоб розповісти громадськості про обрану ними країну. Студенти також можуть долучатися до участі членами Ради IB або директором IB.
Програма готує студентів до навчання у вищих навчальних закладах, з можливістю отримання післяшкільних кредитів за перезараховані курси, а програма Churchill's IB надає випускникам більше можливостей для навчання в Університеті Британської Колумбії.

### Програма "Прелюдія"
Існує також поглиблена академічна програма для учнів 10 класу, назва якої з 2016 року була змінена з "Pre-IB" на "Prelude", оскільки вона більше не пов'язана з організацією Міжнародного Бакалаврату. Prelude доступна як для учнів з французьким зануренням, так і для учнів з англійською мовою навчання, які наразі відвідують середню школу Черчілля. Існує один клас студентів французької програми "Прелюдія" та два класи студентів англійської програми "Прелюдія". Студенти французького занурення, які беруть участь у програмі "Прелюдія", вивчають французьку мову та літературу, природничі науки, суспільствознавство та один додатковий клас французької мови (який називається "FICO", хоча назва часто змінюється з року в рік) в одній групі, і лише англійські класи поділяються зі студентами не французького занурення "Прелюдія". Інші заняття, такі як факультативи та математика, проходять разом з іншими учнями школи. Також з'явився один новий клас іспанської підготовки, який розпочав навчання у 2022 році.

### Ідеальна міні-школа
Ідеальна міні-школа – це міні-школа для 8-12 класів, в якій навчається 129 учнів (2010).

### Програма «Синергія».
Програма «Синергія» — це просунута програма для учнів 8 і 9 класів, які продемонстрували відмінні результати в навчанні та бажають покращити своє навчання за допомогою вдосконаленої навчальної програми. Для вступу необхідні портфоліо та вступне випробування. Програма спрямована на розвиток критичного мислення, а також почуття спільності. 

### Французьке занурення
Середнє французьке занурення призначене для учнів, які продовжують навчання після початкового французького занурення. Існує два типи програм занурення у французьку мову в початковій школі: звичайне "французьке занурення" та "пізнє занурення". "Французьке занурення" відноситься до програм занурення у французьку мову, які починаються на рівні дитячого садка, в той час як "пізнє занурення" відноситься до програм занурення у французьку мову, які починаються у 2-му класі. Студенти можуть отримати двомовний сертифікат про закінчення навчання. Студенти, які навчаються за програмою французького занурення, також можуть брати участь у програмі IB та отримати двомовний диплом IB. Студенти щорічно беруть участь у конкурсі з французької мови і поділяються на англомовних та франкомовних.

## Наукова виставка
Щорічна шкільна наукова виставка проводиться в середній школі імені Черчілля, і двісті проєктів вибираються для представлення школи на окружному науковому ярмарку у Ванкувері. Переможці переходять на Регіональний науковий ярмарок Великого Ванкувера, а потім на Загальноканадський науковий ярмарок .

## Легка атлетика
Талісманом школи є бульдог, оскільки сера Вінстона Черчилля, на честь якого названа школа, порівнюють із бульдогом у політичних карикатурах з 1940-х років.  Він предсталяє команди з волейболу, хлопчачого футболу, хокею на траві, плавання, керлінгу, письма та кросу восени; команди з баскетболу, хокею для дівчат і настільного тенісу взимку; а також футбол для дівчат, регбі, легка атлетика, бадмінтон, теніс, гольф, софтбол для дівчат і ultimate teams навесні.  Команди поділені за віковими групами: Bantam (8 клас), Ювенали (9 клас), Junior (10 клас) і Senior (11 і 12 класи).

### Баскетбол
Школа має 8 змагальних команд для хлопчиків і дівчаток і пропонує курс баскетболу для вдосконалення навичок учнів. Щороку школа приймає Більдог Классік, баскетбольний турнір, у якому беруть участь школи з усього регіону Великого Ванкувера.  16 березня 2014 року старша юнацька баскетбольна команда виграла Чемпіонат середньої школи серед юнаків AAAA BC проти Holy Cross у Сурреї. 

### Хокей на траві
Школа має старшу команду з хокею на траві, яка тренується на верхньому полі шкільного містечка. У 2012 році Churchill Senior A майже не зазнав поразок у регулярному сезоні, за винятком поразки 1-0 від McMath з Richmond. Того року вони також виграли чемпіонат міста Ванкувер. разом з чемпіонатами 2015-2018 рр. Churchill Senior A постійно вигравав посів у BC AAA Girls Field Hockey Provincials,  однак у сезоні 2013 року поступився супернику Еріку Гемберу Гріффінсу.  Останніми роками Черчілль показав хороші результати в провінційних змаганнях і посів 8-е місце в 2018 році, а потім опустився на 13-е місце в 2019 році.

### Плавання
З 2015 року школа має команду з плавання, яка виступає на міському рівні та бере участь у чемпіонаті провінції Британської Колумбії.

### Бадмінтон
З 2019 року в школі працює дуже міцна команда з бадмінтону. У 2019 році їм вдалося досягти 9-го місця на чемпіонаті провінції Британської Колумбії, що лише на 2 місця нижче їх рекордного 7-го місця.

### Кіберспортивний клуб імені Черчілля
Станом на 2022 рік кіберспортивна команда школи взяла участь у трьох національних та одному міжнародному турнірах. Команда виграла два титули на національному турнірі та посіла друге місце на міжнародному турнірі, незважаючи на те, що була під останнім номером.

## Позакласні заняття
- Школа є учасником Reach for the Top і вигравав чемпіонат провінції в 2008, 2009 і 2010 роках.
- Студентський веб-сайт Churchill SWC social проводить музичний конкурс Churchill's Got Talent, заснований на онлайн-голосуванні, і зняв шкільне дубляжне відео. [12]

### Сталість довкілля
Черчілль має кілька студентських груп з питань сталого довкілля, серед яких найвідомішими є Екологічний клуб  і Клуб кліматичного страйку. Клубу Youth 4 Tap вдалося заборонити продаж пластикових пляшок для води на кампусі. Також є клуб переробки та компостування. Школа також пропонує курс екологічної безпеки для десятикласників, який розробляє проекти сталого розвитку та доглядає за шкільним городом.

## Історія

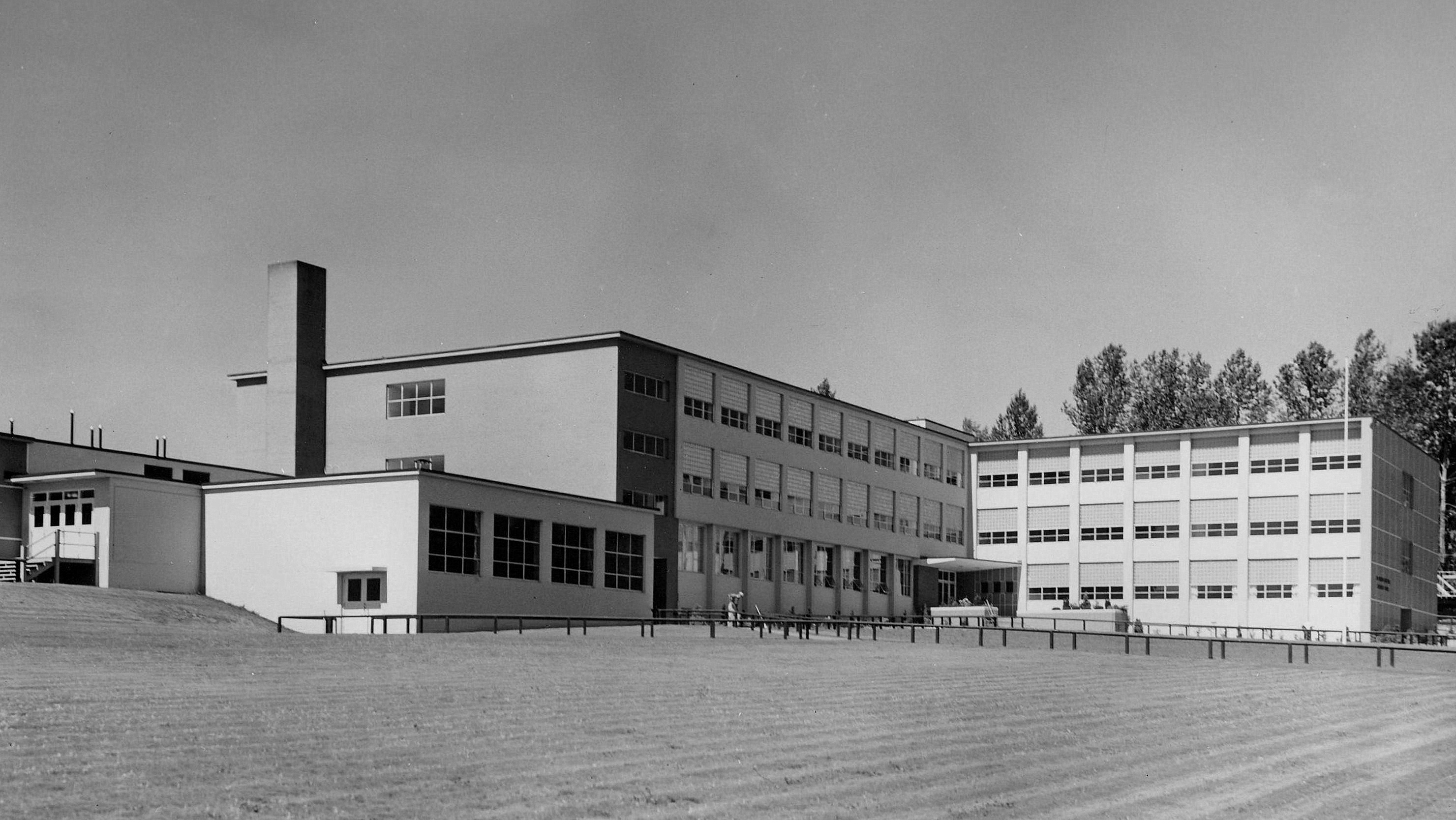
Фото школи імені сера Вінстона Черчилля, зроблене десь у 1957 році з південно-східного боку школи

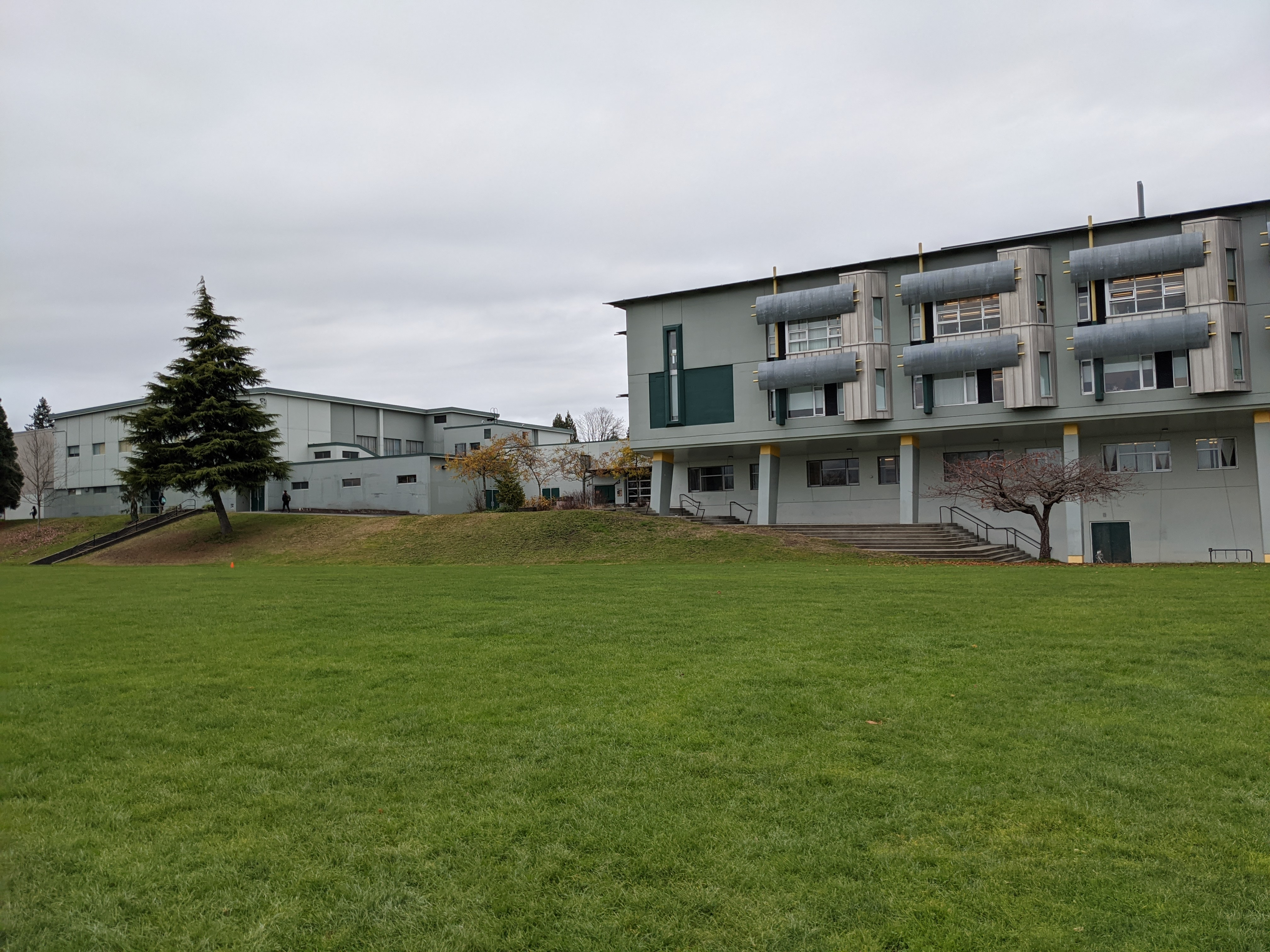
Прибудова крила "А" з південно-східного боку середньої школи

У 1956 році була побудована середня школа на честь Вінстона Черчілля
На початку 90-х років школа пережила сплеск кількості учнів. Щоб пристосуватися до збільшення кількості учнів, на південь від головної будівлі були встановлені переносні класи. В середині та наприкінці 90-х років було збудовано прибудову до школи, яка стала постійною заміною пересувним класам. У прибудові з'явилися дві нові наукові лабораторії, кілька нових класів і третій спортзал.
У 2020 році на схід від школи збудовано відкритий навчальний центр.

### Визначні події
У 2015 році лист із підписом Черчілля було знайдено на місці після заклику «розкопати мистецькі та культурні надбання Шкільної ради Ванкувера» 

## Видатні випускники
- Мадлен Артур, актриса
- Анджела Чанг (張韶涵), співачка та актриса з Тайваню
- Осрік Чау, актор і майстер бойових мистецтв
- Шон Доу (窦骁), китайський актор, відомий своєю роллю у фільмі «Під деревом глоду».
- Тайла Флексман, хокеїст на траві
- Майк Харкорт, колишній прем'єр-міністр Британської Колумбії
- Грегорі Енрікес, архітектор
- Малюк Коала, вертушка
- Едді Пен (彭于晏), тайвансько-канадський актор, співак і модель.
- Джон Шортхаус, диктор «Ванкувер Кенакс» .
- Кен Сім, чинний мер Ванкувера [16]
- Бред Свейл, актор озвучення в аніме-серіалі Gundam
- Ніколас Це (謝霆鋒), гонконгсько-канадський співак і актор (навчався лише у 8 класі)
- Кріс Ву, колишній K-pop співак

## Додаткові посилання
- Офіційний сайт
- Ideal Mini School